# Lemahmekar
Lemahmekar is een bestuurslaag in het regentschap Indramayu van de provincie West-Java, Indonesië. Lemahmekar telt 8968 inwoners (volkstelling 2010).